# Yasmin Knock
Yasmin Knoch (nacida el 27 de septiembre de 1986, Santa Lucía, conocida bajo los nombres artísticos Yasmin K., Y-ass o Yass) es una cantante de música pop y dance alemana. Ella se dio a conocer debido a su participación en la segunda temporada del show Popstars, que fue emitido por el canal alemán RTL2 en otoño de 2001.

## Biografía
Yasmin Knoch es la hija del conocido cantante Oliver Bendt entre los años 80 y 90, propietario y fundador del combo pop Goombay Dance Band. Su madre nació igualmente en la isla de Santa Lucía. Yasmin se crio en la ciudad de Hamburgo. Después del bachillerato comenzó con clases de canto, guitarra y piano. De ahí tuvo sus primeras salidas en escena con su propia banda. Aunque ya desde antes había recolectado experiencias sobre el escenario durante presentaciones televisivas haciendo anexos de limbo con su hermano mayor. En los años 2000/01 actuó en el rol principal del musical Buddy Holly exhibido en Hamburgo.
A través de su participación en Popstars un enorme público la conoció en otoño de 2001. Tras varias rondas calificatorias avanzó hasta la final del programa, pero no clasificó y fue eliminada, con lo cual tampoco pudo hacer parte del grupo formado a través del show Bro'Sis. Después de su exclusión el productor musical Alex Christensen (el cual fue parte del jurado de Popstars) la escogió para firmar un contrato discográfico, y con ella produjo en verano de 2002 el sencillo Rhythm of the Night, un cover del hit del proyecto italiano dance Corona. Éste y los dos sencillos posteriores salieron bajo el nombre Alex C. feat. Yasmin K.
En el 2003 lanzaron juntos el sencillo Angel of Darkness como promoción para el videojuego Lara Croft Tomb Raider: El ángel de la oscuridad de Eidos Interactive.
Tras un período de receso de cuatro años Knoch (que ahora se nombraba Y-Ass) obtuvo éxito al lanzar junto con Christensen el sencillo Du hast den schönsten Arsch der Welt (que tiene una versión en inglés You've got the sweetest ass in the world y otra en español Tienes el culo más bello del mundo), un cover del hit Runaway de la banda The Soundlovers del año 1996. Hasta el momento esta canción ha sido el logro más grande de su carrera. En noviembre de 2007 la canción alcanzó el primer puesto en los charts de sencillos de Alemania y Austria. A ésta le siguieron otros sencillos que no obtuvieron el mismo éxito, pero que contenían como éste temas sexuales similares.

## Discografía

### Álbumes
| 2008 | Euphorie - 1.Álbum debut con Alex C. - 2.Publicado el 2 de febrero de 2008 - 3.Formatos: CD, DVD - 4.Sencillos promocionales: Du hast den schönsten Arsch der Welt, Doktorspiele, Du bist so Porno | 21 | 19 | - | - | - |

### Sencillos

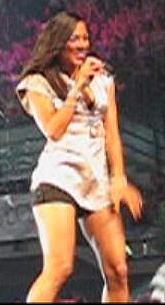
Yasmin Knoch

| Año  | Título                                                      | Posiciones | Posiciones | Posiciones | Posiciones | Posiciones | Posiciones   | Posiciones | Posiciones |
| Año  | Título                                                      | Alemania   | Austria    | Suiza      | Polonia    | Suecia     | Países Bajos | Inglaterra | Bélgica    |
| ---- | ----------------------------------------------------------- | ---------- | ---------- | ---------- | ---------- | ---------- | ------------ | ---------- | ---------- |
| 2002 | "Rhythm of the Night" (Alex C. feat. Yasmin K.)             | 28         | 28         | 81         | −          | −          | −            | −          | −          |
| 2002 | "Amigos Forever" (Alex C. feat. Yasmin K.)                  | 35         | −          | 86         | −          | −          | −            | −          | −          |
| 2003 | "Angel of Darkness" (Alex C. feat. Yasmin K.)               | 21         | 39         | −          | −          | −          | −            | −          | −          |
| 2007 | "Du hast den schönsten Arsch der Welt" (Alex C. feat. Yass) | 1          | 1          | 50         | 4          | 57         | 38           | 57         | 27         |
| 2008 | "Doktorspiele" (Alex C. feat. Yass)                         | 4          | 3          | −          | 15         | −          | −            | −          | −          |
| 2008 | "Du bist so porno" (Alex C. feat. Yass)                     | 21         | 12         | −          | 17         | −          | −            | −          | −          |
| 2008 | "Liebe zu dritt" (Alex C. feat. Yass)                       | 28         | 29         | −          | −          | −          | −            | −          | −          |
| 2009 | "Dancing Is Like Heaven" (Alex C. feat. Yass)               | 41         | 41         | −          | −          | −          | −            | −          | −          |

## Videografía
| Año  | Vídeo                                | Álbum de la Canción                    | Director         |
| ---- | ------------------------------------ | -------------------------------------- | ---------------- |
| 2002 | Rhythm of the Night                  | Rhythm of the Night (Maxi sencillo)    | Patric Ullaeus   |
| 2002 | Amigos Forever                       | Amigos Forever (Maxi sencillo)         | Patric Ullaeus   |
| 2003 | Angel of Darkness                    | Angel of Darkness (Maxi sencillo)      | -                |
| 2008 | Du hast den schönsten Arsch der Welt | Euphorie                               | Nikolaj Georgiew |
| 2008 | Doktorspiele                         | Euphorie                               | Nikolaj Georgiew |
| 2008 | Du bist so porno                     | Euphorie                               | Nikolaj Georgiew |
| 2008 | Liebe zu dritt                       | Liebe zu dritt (Maxi sencillo)         | Nikolaj Georgiew |
| 2009 | Dancing Is Like Heaven               | Dancing Is Like Heaven (Maxi sencillo) | -                |